# Droga wojewódzka 487
Die Droga wojewódzka 487 (DW 487) ist eine 40 Kilometer lange Droga wojewódzka (Woiwodschaftsstraße) in der polnischen Woiwodschaft Opole. Diese Route verbindet Byczyna mit Olesno. Sie führt durch die Powiate Kluczborski und Oleski.

## Städte an der Droga wojewódzka 487
- Byczyna
- Roszkowice
- Wojsławice
- Zdziechowice
- Nowa Wieś
- Gorzów Śląski
- Boroszów
- Olesno.

## Straßenverlauf
Woiwodschaft Opole
- Byczyna (Pitschen) (DK 11)
- Gorzów Śląski (Landsberg O.S.) (DK 42, DK 45)
- Gorzów Śląski (Landsberg O.S.) (DK 42, DK 45)
- Kreisverkehr  Olesno (Rosenberg O.S.) (DK 11, DW 494, DW 901)